# Досымов, Есен Досымович
Есен Досымов (1903, Уральская область — 5 июня 1942, Алма-Ата) — советский хозяйственный, государственный и политический деятель. Член ВКП(б).

## Биография
Родился в 1903 году в Гурьеве.
В 1921—1925 — счетовод, секретарь Исполнительного комитета Гурьевского уездного Совета (Уральская область/губерния).
В 1925—1926 — заведующий Отделом Гурьевского уездного комитета ВЛКСМ (Уральская губерния).
В 1926—1927 — председатель Исполнительного комитета Редутского уездного Совета (Уральская губерния).
В 1927—1928 — председатель рыбопромышленного сельскохозяйственного товарищества.
В 1928—1930 — заместитель председателя Правления Урало-Каспийского рыбопромышленного сельскохозяйственного Союза.
В 1930—1931 — заместитель председателя Правления Казахского краевого рыбопромышленного сельскохозяйственного Союза.
В 1931—1933 — член Президиума Союза рыболовецких колхозов СССР.
В 1933—1934 — председатель Правления Аральского Союза рыболовецких колхозов.
В 1934—1937 — учёба в Московской пищевой академии имени И. В. Сталина.
В декабре 1937 — заместитель народного комиссара пищевой промышленности Казахской ССР.
В 1937 (декабрь) — 1938 (июль) — народный комиссар внутренней торговли Казахской ССР.
С июля 1938 по май 1940 — народный комиссар пищевой промышленности Казахской ССР.
С мая 1940 по июнь 1941 — заместитель председателя СНК Казахской ССР. Награждён орденом Трудового Красного Знамени (05.11.1940) «в связи с 20-летним юбилеем Казахской ССР, за достижения в развитии промышленности, сельского хозяйства, науки и искусства».
С 26.6.1941 по 5.6.1942 — секретарь ЦК КП(б) Казахстана по пищевой промышленности.
Избирался депутатом Верховного Совета СССР 1-го созыва.
Умер в Алма-Ате 5 июня 1942 года, похоронен на Центральном кладбище города.